# Alfredo V. Bonfil, Zacatecas
Alfredo V. Bonfil är en ort i Mexiko.   Den ligger i kommunen Sombrerete och delstaten Zacatecas, i den centrala delen av landet, 700 km nordväst om huvudstaden Mexico City. Alfredo V. Bonfil ligger 2 332 meter över havet och antalet invånare är 459.
Terrängen runt Alfredo V. Bonfil är en högslätt. Runt Alfredo V. Bonfil är det glesbefolkat, med 16 invånare per kvadratkilometer. Närmaste större samhälle är Sombrerete, 16,1 km söder om Alfredo V. Bonfil. Omgivningarna runt Alfredo V. Bonfil är i huvudsak ett öppet busklandskap.